# Astragalus huber-morathii
Astragalus huber-morathii är en ärtväxtart som beskrevs av Christina Hedwig Kirchhoff. Astragalus huber-morathii ingår i släktet vedlar, och familjen ärtväxter. Inga underarter finns listade i Catalogue of Life.